# Liquid Entertainment
Liquid Entertainment était une entreprise de développement de jeux vidéo pour PC. Le siège social est basé à Pasadena, en Californie. L'entreprise fut fondée par Ed Del Castillo et Mike Grayford en mars 1999. En 2009, Liquid Entertainment a développé un simulateur de vie basé sur l'univers de la série télévisée Desperate Housewives, trois jeux de stratégie et un pack d'extension.

## Présentation
Ed Del Castillo et Mike Grayford avaient travaillé sur de nombreux jeux avant de fonder Liquid Entertainment. À côté de son travail à Liquid Entertainment, Del Castillo est également célèbre en tant que producteur de la série Command and Conquer. Mike Grayford, quant à lui, a participé à The Legend of Kyrandia: The Hand of Fate, The Legend of Kyrandia: Malcolm's Revenge, Lands of Lore 2: Guardians of Destiny, Monopoly: CD-ROM et Blade Runner.
Battle Realms, édité par Crave Entertainment et Ubisoft en novembre 2001, propose une nouvelle approche de la gestion des ressources et de la construction d'une armée. Il a été bien reçu par les critiques, dont une grande partie ont fait l'éloge du moteur 3D et de l'ambiance Est-Asiatique.
Un pack d'extension stand-alone fut développé en avril 2002, Battle Realms: Winter of the Wolf. Cette extension eut moins de succès que le premier opus, éclipsé par le succès de hits tels Warcraft III et Age of Mythology.
Depuis la sortie de Winter of the Wolf, Liquid Entertainment a développé deux jeux de stratégie : Le Seigneur des Anneaux : La Guerre de l'Anneau en 2003, édité par Sierra Entertainment, et le jeu de Donjons et Dragons Dragonshard en 2005, édité par Atari.
En 2006, Buena Vista Games édita Desperate Housewives : Le Jeu, un simulateur de vie adapté de la série télévisée Desperate Housewives.
Depuis 2007, Liquid Entertainment a développé Rise of the Argonauts, un jeu d'Action-RPG s'inspirant de la Mythologie grecque, sorti en 2008 sur PC.

## Titres
- Battle Realms (2001), édité par Crave Entertainment et Ubisoft
- Battle Realms: Winter of the Wolf (2002), édité par Crave Entertainment et Ubisoft
- Le Seigneur des anneaux : la Guerre de l'anneau (2003), édité par Sierra Entertainment
- Dragonshard (2005), édité par Atari
- Desperate Housewives : Le Jeu (2006), édité par Buena Vista Games
- Rise of the Argonauts (2008), édité par Codemasters
- Thor : Dieu du tonnerre (2011), édité par Sega